# Dorymyrmex baeri
Dorymyrmex baeri é uma espécie de formiga do gênero Dorymyrmex.